# Armageddon (film)
Armageddon – amerykański film katastroficzny w reżyserii Michaela Baya z Bruce'em Willisem i Benem Affleckiem w rolach głównych, nakręcony w 1998 roku.
Otrzymał w większości negatywne recenzje; serwis Rotten Tomatoes w oparciu o opinie ze 115 recenzji przyznał mu wynik 39%.

## Fabuła
Znajdujący się na orbicie prom kosmiczny Atlantis wpada w rój meteorów. NASA odkrywa, że ludzkości grozi zagłada za sprawą zbliżającej się do Ziemi asteroidy i że na zapobieżenie impaktowi mają tylko 18 dni. Szef NASA, Dan Truman (Billy Bob Thornton) podejmuje działania. Należy stworzyć załogę z ludzi zdolnych wykonać odwiert po dotarciu na planetoidę. Pomaga im Harry Stamper (Bruce Willis), specjalista w dziedzinie odwiertów ropy naftowej. NASA wysyła w kosmos 2 promy wahadłowe: Freedom i Independence. Ich zadaniem jest wylądować na asteroidzie, wywiercić otwór i umieścić w nim ładunki nuklearne, a następnie zdetonować je. Mimo wielu trudności w misji, które obejmowały m.in. stratę jednego z promów udaje się uratować ludzkość.

## Obsada
- Bruce Willis jako Harry S. Stamper, najlepszy nafciarz na świecie, przywódca grupy Freedom
- Billy Bob Thornton jako Dan Truman, szef NASA
- Ben Affleck jako A.J. Frost, były pracownik Harry’ego i przywódca grupy Independence
- Liv Tyler jako Grace Stamper, córka Harry’ego i narzeczona A.J.'a.
- Will Patton jako Charles 'Chick' Chapple, najlepszy przyjaciel Harry’ego, członek Freedom
- Steve Buscemi jako Rockhound, geolog z grupy Freedom
- William Fichtner jako pułkownik Willie Sharp, dowódca wahadłowca Freedom
- Owen Wilson jako Oscar Choi, geolog z grupy Independence
- Michael Clarke Duncan jako Jay Otis 'Misiek' Kurleenbear, nafciarz z grupy Independence
- Peter Stormare jako Lew Andropow, rosyjski astronauta ze stacji Mir
- Ken Hudson Campbell jako Max Lennert, nafciarz z grupy Freedom
- Jessica Steen jako Jennifer Watts, pilot wahadłowca Freedom
- Keith David jako generał Kimsey, członek rządu Stanów Zjednoczonych
- Chris Ellis jako Walter Clark, kierownik lotów
- Jason Isaacs jako doktor Ronald Quincy, pomysłodawca misji
- Grayson McCouch jako porucznik Gruber, specjalista od zbrojenia
- Clark Heathcliffe Brolly jako Noonan, nafciarz z grupy Independence
- Marshall R. Teague jako pułkownik Davis, dowódca promu Independence
- Anthony Guidera jako Tucker, pilot promu Independence

## Nagrody i nominacje
Oscary za rok 1998
- Najlepsza piosenka – „I Don’t Want to Miss a Thing” – muz. i sł. Diane Warren (nominacja)
- Najlepszy dźwięk – Kevin O’Connell, Greg P. Russell, Keith A. Wester (nominacja)
- Najlepszy montaż dźwięku – George Watters II (nominacja)
- Najlepsze efekty specjalne – Richard R. Hoover, Pat McClung, John Frazier (nominacja)

Złota Malina 1999:
- Najgorszy aktor – Bruce Willis
- Najgorszy film – Jerry Bruckheimer, Gale Anne Hurd, Michael Bay (nominacja)
- Najgorsza reżyseria – Michael Bay (nominacja)
- Najgorszy scenariusz – Jonathan Hensleigh, J.J. Abrams (nominacja)
- Najgorsza para ekranowa – Ben Affleck, Liv Tyler (nominacja)
- Najgorsza aktorka drugoplanowa – Liv Tyler (nominacja)
- Najgorsza piosenka – „I Don’t Want to Miss a Thing” – muz. i sł. Diane Warren (nominacja)

Złoty Popcorn 1999:
- najlepsza piosenka filmowa („I Don’t Want to Miss a Thing”, wyk. Aerosmith)
- najlepsza scena akcji (asteroida niszcząca Nowy Jork)

Satelity 1999:
- Najlepsza piosenka („I Don’t Want to Miss a Thing”, wyk. Aerosmith)
- Najlepsze efekty specjalne – Richard R. Hoover, Pat McClung (nominacja)

Saturny 1999:
- Najlepszy film Sci-Fi
- Najlepsza reżyseria – (Michael Bay)
- Najlepsze kostiumy – Michael Kaplan, Magali Guidasci (nominacja)
- Najlepsza muzyka – Trevor Rabin (nominacja)
- Najlepsze efekty specjalne – Pat McClung, Richard R. Hoover (nominacja)
- Najlepszy aktor – Bruce Willis (nominacja)
- Najlepszy aktor drugoplanowy – Ben Affleck (nominacja)